# Pandanus carmichaelii
Pandanus carmichaelii là một loài thực vật thuộc họ Pandanaceae. Đây là loài đặc hữu của Mauritius. Môi trường sống tự nhiên của chúng là đầm lầy. Chúng hiện đang bị đe dọa vì mất môi trường sống.